# Römische Villa von Makrygialos

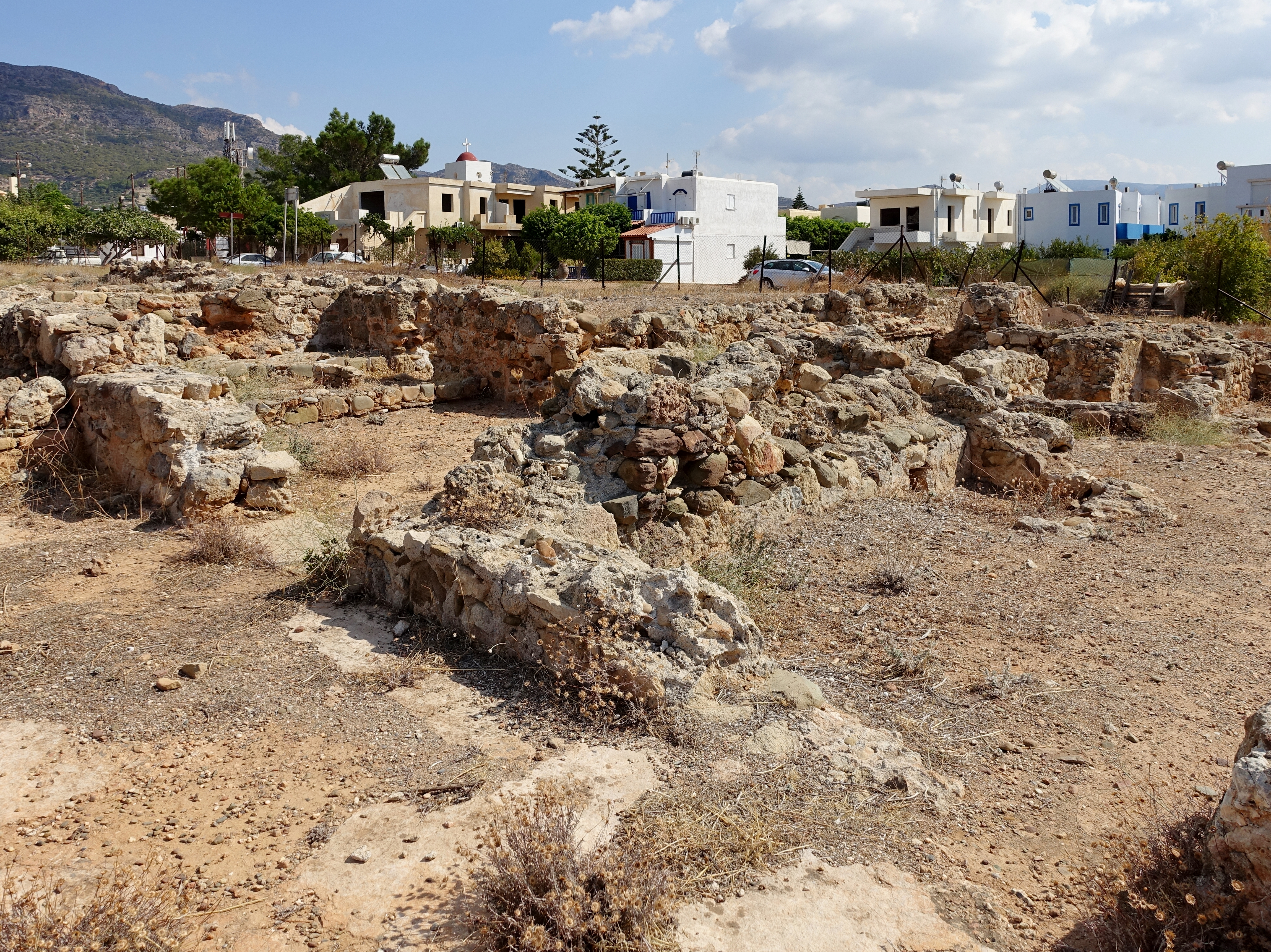
Gebäudereste der Römischen Villa

Die Römische Villa von Makrygialos (griechisch Ρωμαϊκή έπαυλη Μακρυγιαλού Romaiki epavli Makrygialou) bezeichnet eine archäologische Ausgrabungsstätte im Südosten der griechischen Insel Kreta. Sie befindet sich in der Gemeinde Ierapetra des Regionalbezirks Lasithi am Westrand des Ortes Makrygialos (Μακρυγιαλός) auf der Halbinsel Katovigli (Κατωβίγλι). Der Eingang zur umzäunten Ausgrabungsstätte liegt 50 Meter südöstlich der Ekklisia tis Kimiseos tis Theotokou (Εκκλησία της Κοιμήσεως της Θεοτόκου ‚Kirche der Entschlafung der Mutter Gottes‘).

## Geschichte

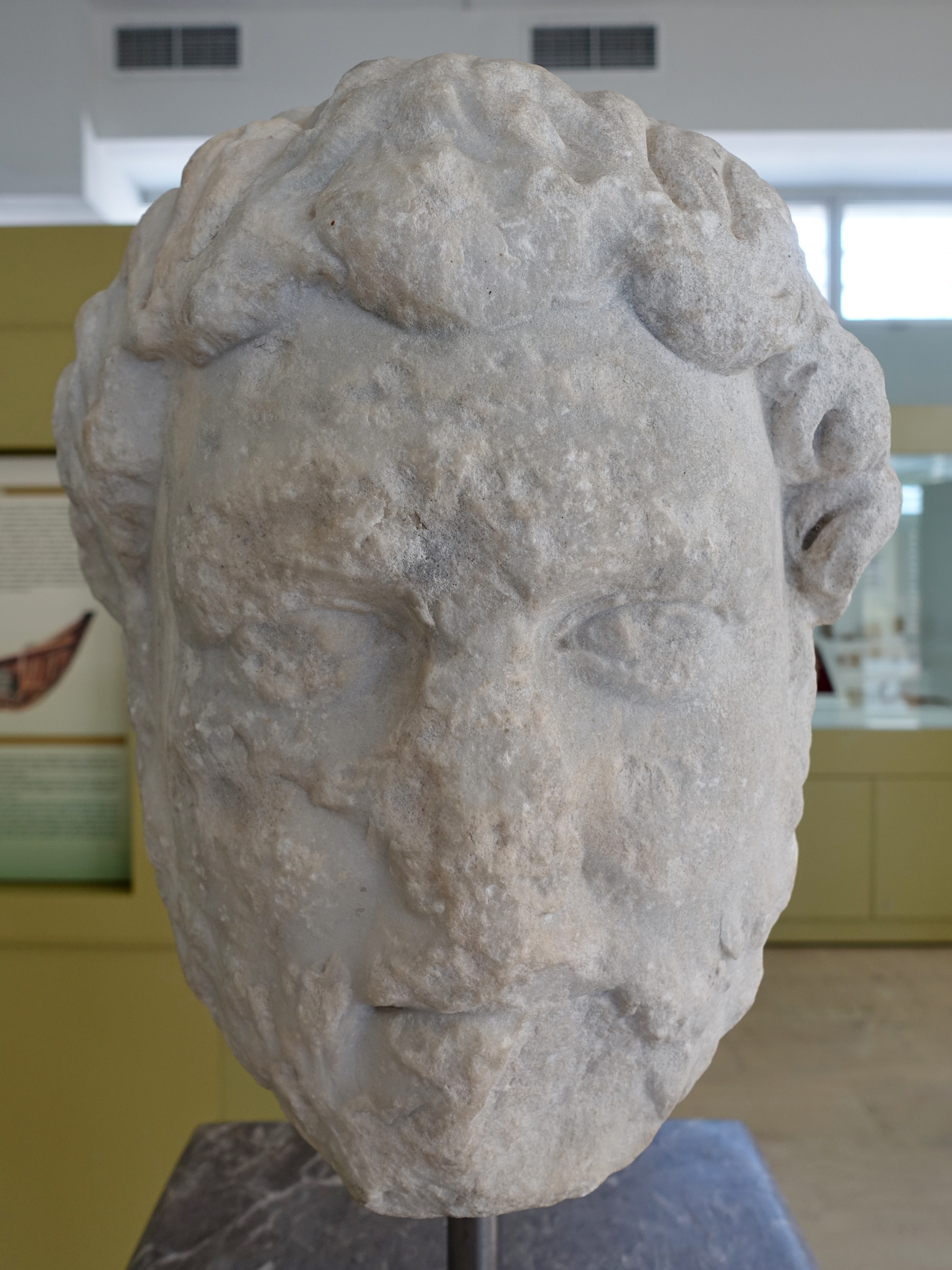
Kolossalkopf des römischen Kaisers Hadrian

Die Ausgrabungsstätte der „römischen Villa“ befindet sich 70 Meter nördlich des Strandes Kalamokanias (Καλαμοκανιάς) und 110 Meter westlich des Hafens von Makrygialos auf etwa 15 Metern Höhe. 
Die unter dem Namen Katovigli verzeichnete Fundstätte wurde von 1976 bis 1980 von dem griechischen Archäologen Nikos Papadakis ausgegraben, nachdem bereits der Brite John Pendlebury in den 1930er Jahren die Existenz einer römischen Siedlung an dieser Stelle festgestellt hatte. 1937 fand man hier eine Grabinschrift aus dem 4. Jahrhundert. Die Existenz der „römischen Villa“ wird in die Zeit vom 1. Jahrhundert v. Chr. bis ins 3. Jahrhundert n. Chr. datiert.
Auf der 1500 m² großen Fläche der Ausgrabung stand in römischer Zeit ein Gebäude, dessen Räume sich um einen offenen Innenhof gruppierten. Ein großer, luxuriös ausgestatteter Raum diente als Empfangshalle. Am Eingang der „Villa“ befand sich ein Mosaikfußboden mit geometrischen und floralen Motiven. Die Wände und Böden der Haupträume waren mit Marmorplatten verkleidet bzw. gepflastert. Im südöstlichen Teil der „Villa“ gab es einen Bäderbereich (Balaneion) mit einem 3,90 × 3,15 Meter großen, hufeisenförmigen Becken, dessen Boden und Treppenstufen aus Marmor bestanden. Im Außenbereich westlich des Beckens wurde ein großes Mosaik mit geometrischen Mustern gefunden. Offene Kanäle und geschlossene Leitungen führten Wasser aus Zisternen in das Balaneion. Des Weiteren verfügte die „Villa“ über einen Grabraum mit einer eingelassenen Grabkammer.
Das fast völlige Fehlen von Fundstücken innerhalb der architektonischen Überreste der „römischen Villa“ weist auf eine systematische Plünderung der Ausgrabungsstätte, in der Neuzeit oder bereits am Ende des Altertums bis ins Mittelalter. Ein hier geborgener überlebensgroßer Marmorkopf des römischen Kaisers Hadrian befindet sich heute unter der Inventarnummer 9003 im archäologischen Museum von Sitia.

Ausgrabungsstätte
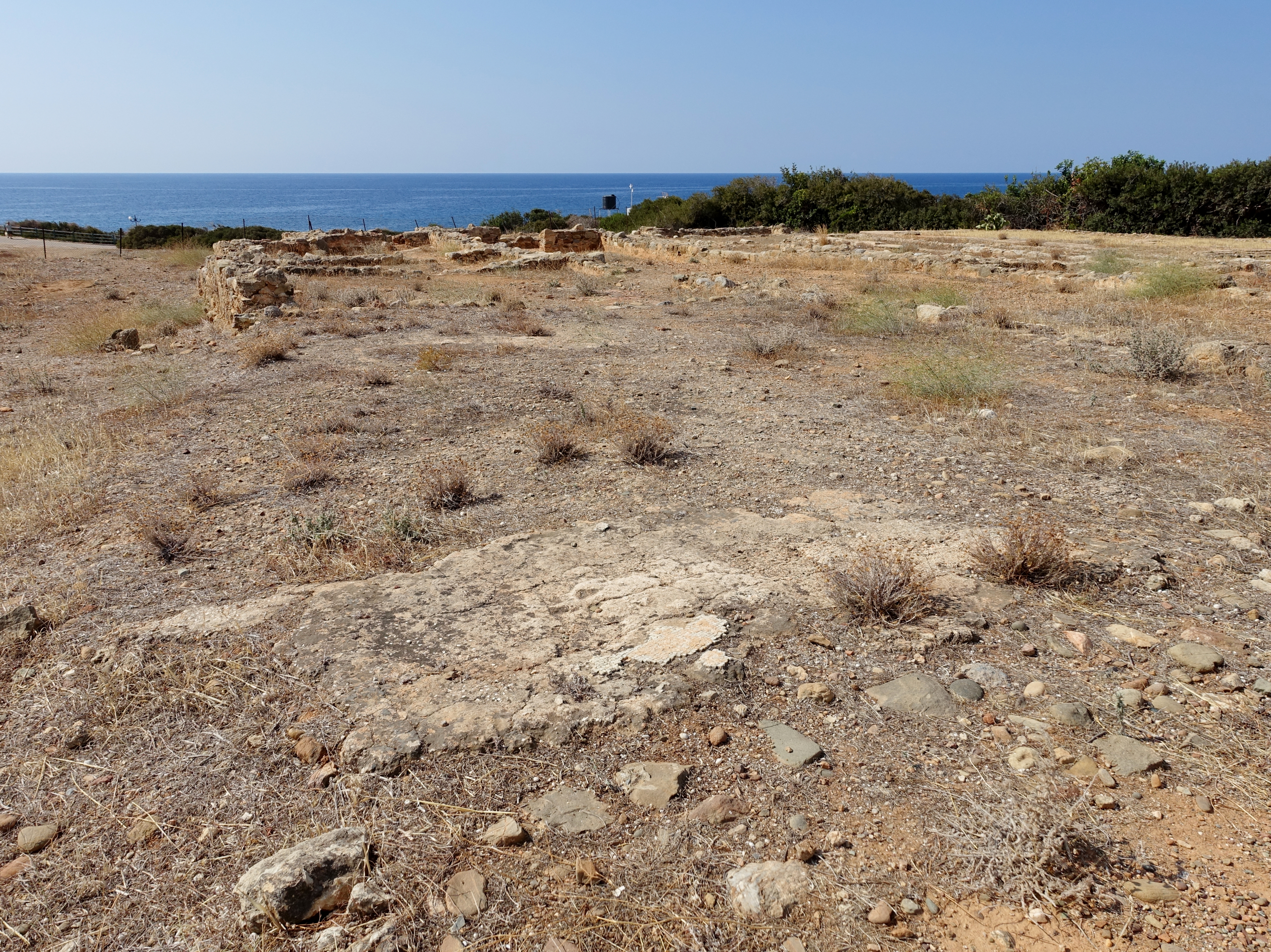
Bereich mit Resten des Mosaikfußbodens
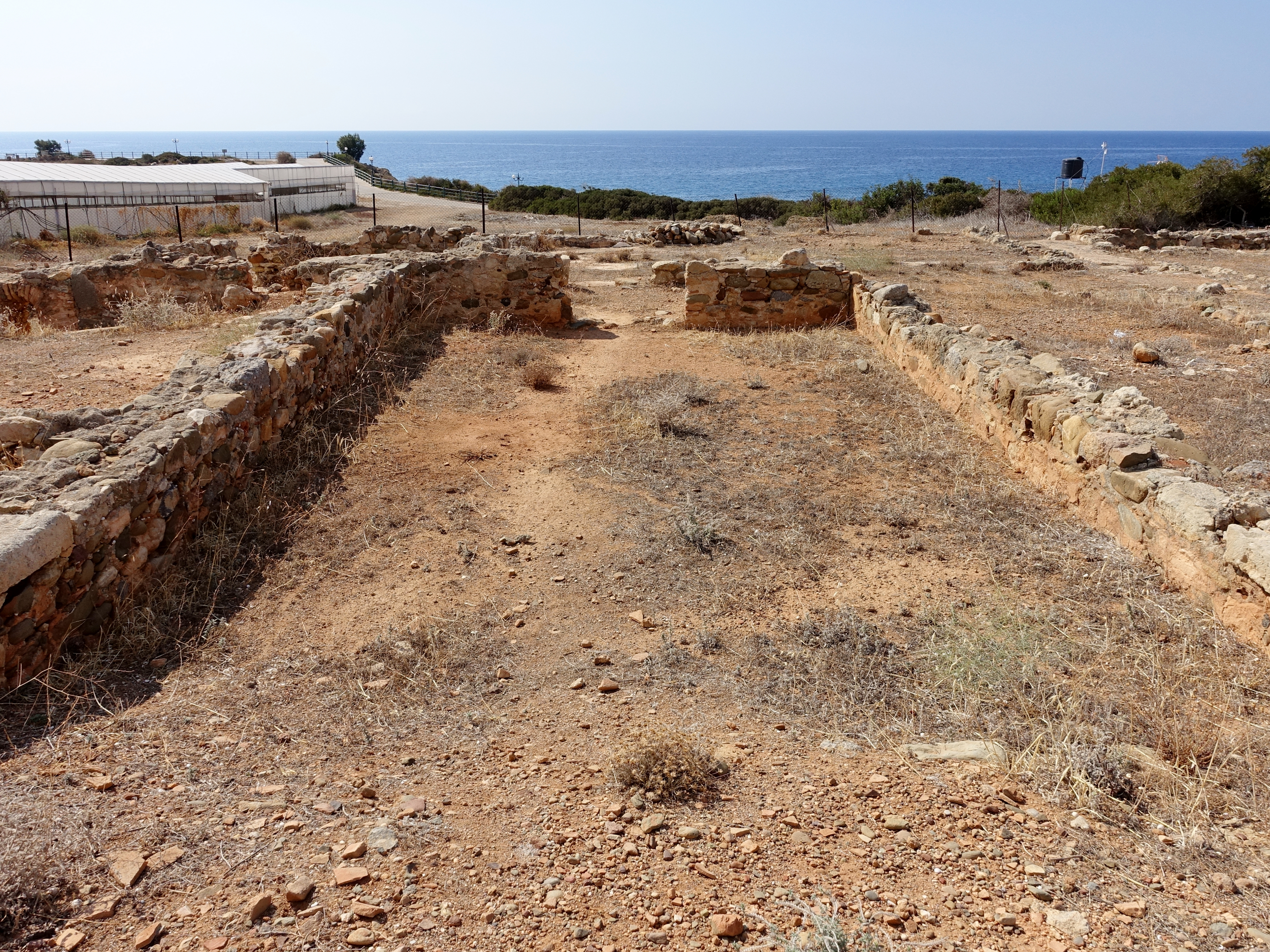
Innenhof der „Villa“
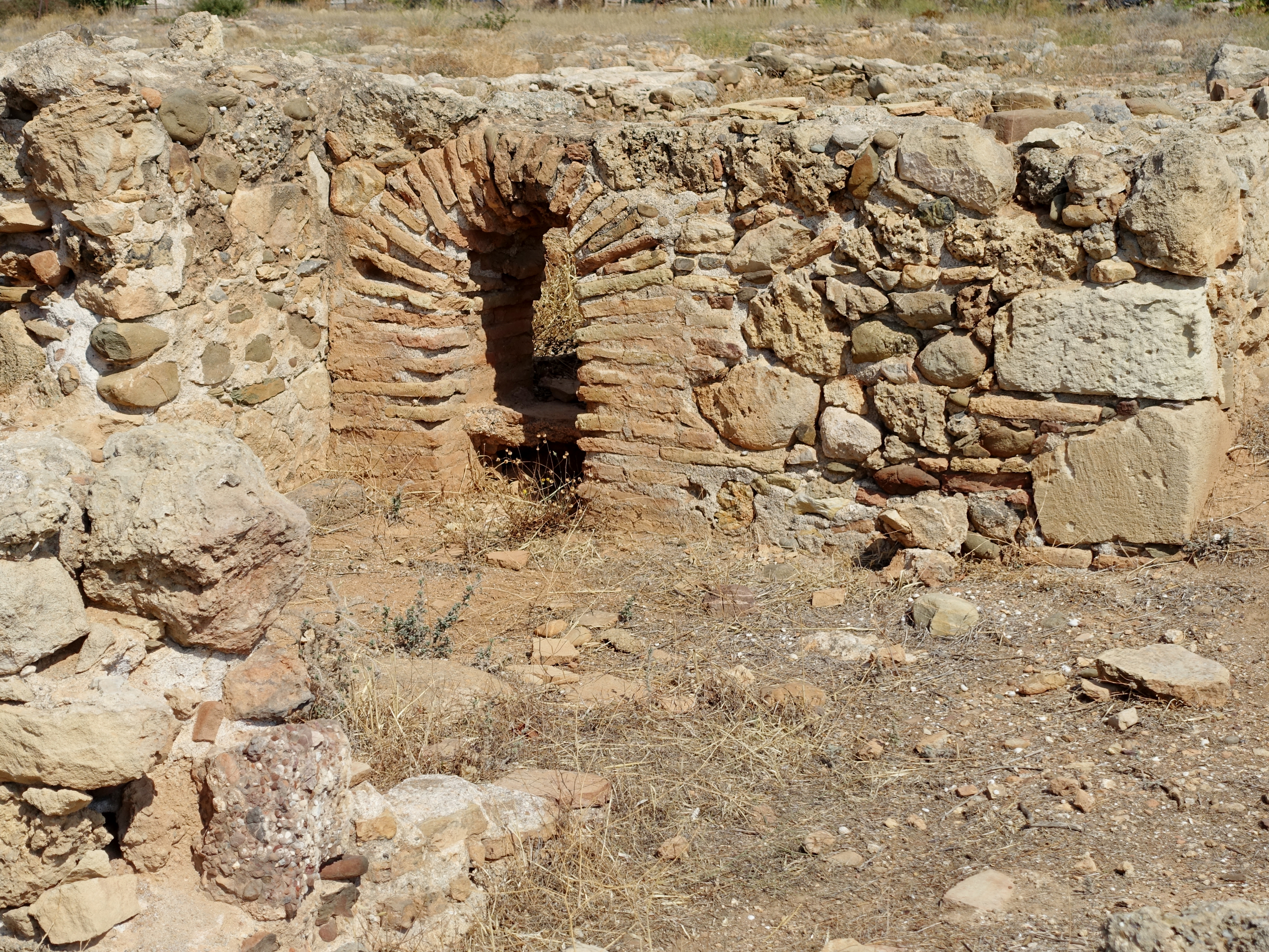
Grundmauern mit Ziegelbogen
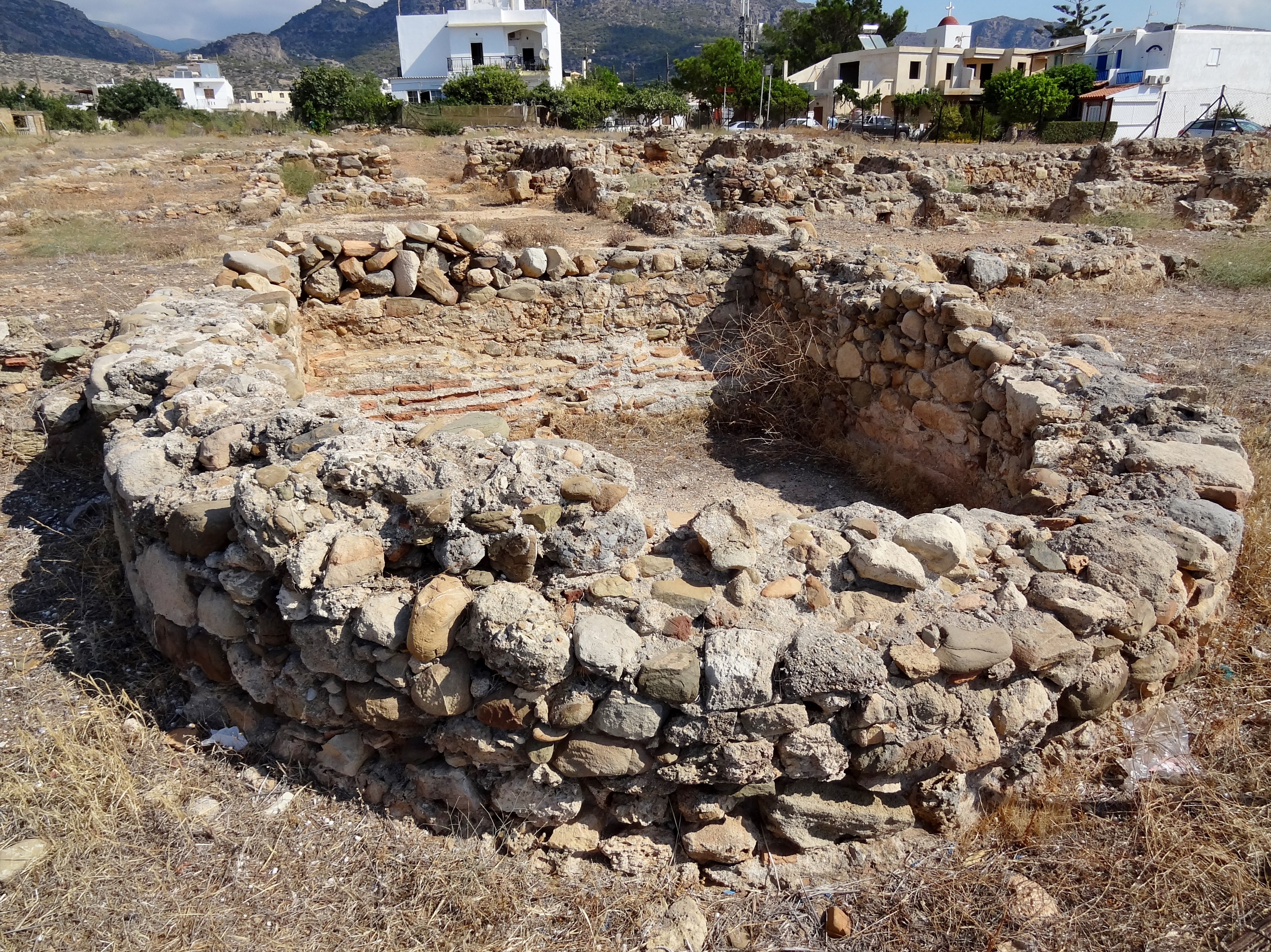
Hufeisenförmiges Becken